# Église de Boyana
L'église de Boyana  (translittération internationale Bojana) est située à la périphérie de Sofia en Bulgarie, dans le quartier de Bojana (en) du district de Vitocha, au pied du mont Vitocha.

## Historique
Elle se compose de trois bâtiments, dont le premier est l'église de l'Est, construite au Xe siècle.
Cette première église a été agrandie au milieu du XIIIe siècle à la demande du sébastocrator Kalojan, le gouverneur de Sofia, qui fit construire le second bâtiment, haut de deux étages, à côté de l'ancien. La troisième église a été édifiée au début du XIXe siècle. C'est ici que fut enterrée la reine Éléonore de Bulgarie (1860-1917), dont les restes furent dispersés par les communistes, avant d'y retrouver leur place.

## Caractéristiques
L'UNESCO considère ces monuments comme « les plus parfaits et les mieux conservés de l'art médiéval d'Europe de l'Est », et ses fresques, réalisées en 1259, comme « l'une des plus importantes collections de peintures médiévales ».
Elle a été inscrite en 1979 sur la liste du patrimoine mondial.

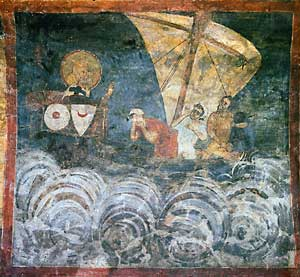
Un bateau sur une fresque de l'église de Boyana
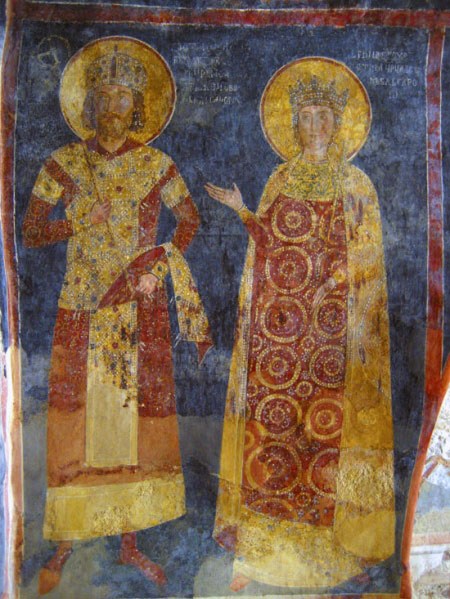
Constantin Tikh de Bulgarie et Irène de Nicée
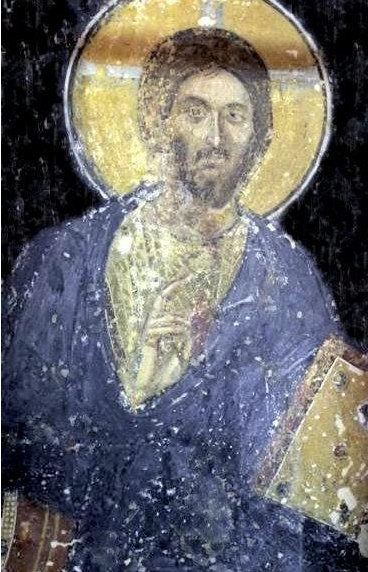
Fresque de 1259
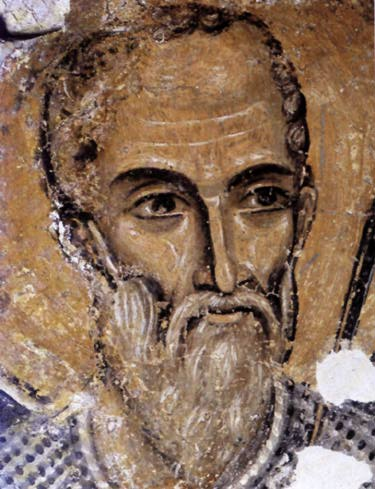
Une fresque de Saint Nicolas
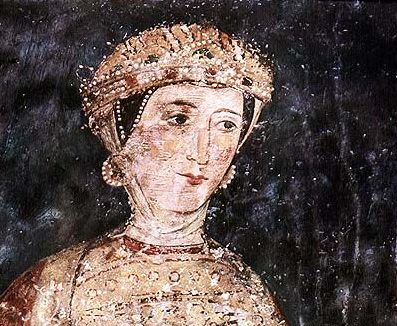
Une fresque de Desislava, patron d'église
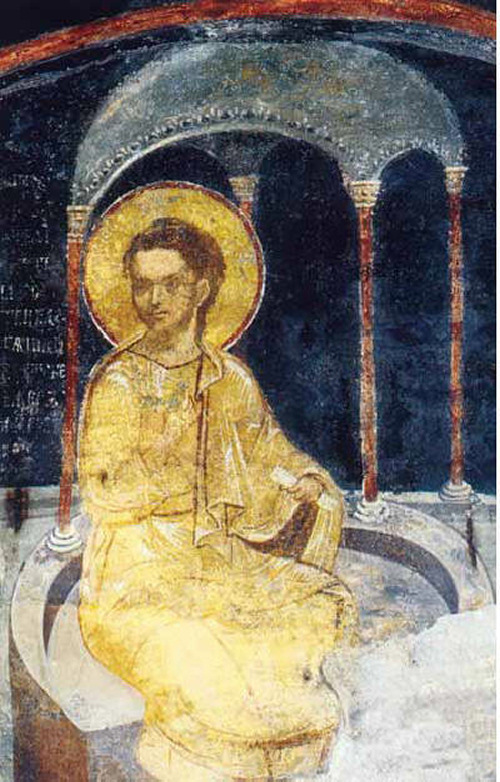
Le Christ parmi les scribes
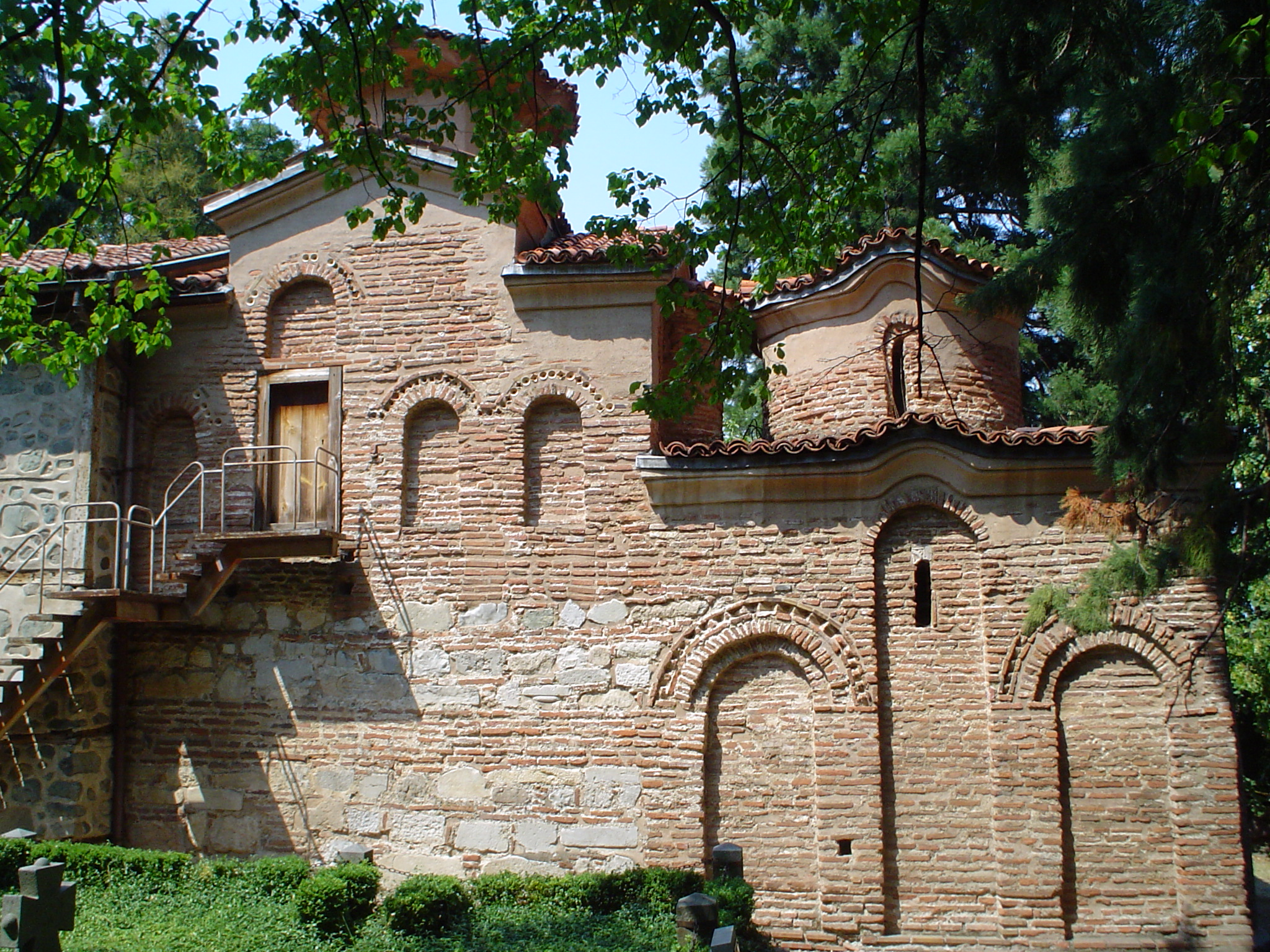
L'église de Boyana